# Aleksander Jagiełło
Aleksander Jagiełło (Varsavia, 2 febbraio 1995) è un ex calciatore polacco, di ruolo attaccante.

## Palmarès

### Club

#### Competizioni nazionali
- Coppa di Polonia: 1

Legia Varsavia: 2012-2013
- Campionato polacco: 1

Piast Gliwice: 2018-2019